# Миннесота-авеню (станция метро)
Миннесота-авеню (англ. Minnesota Avenue) — наземная открытая станция Вашингтонгского метро на Оранжевой линии. Она представлена одной островной платформой. Станция обслуживается Washington Metropolitan Area Transit Authority. Расположена в районе Сентрал Норт-ист (Маханин-Хайтс) между Кенилуорс-авеню и Миннесота-авеню у Грант-стрит, непосредственно восточнее ж/д линии подразделения Ландовер компании CSX, Северо-Восточный квадрант Вашингтона. Пассажиропоток — 1.139 млн. (на 2010 год).
Станция была открыта 20 ноября 1978 года.
Открытие станции было совмещено с завершением строительства ж/д линии длиной 11,9 км и открытием ещё 4 станций: Динвуд, Чеверли, Ландовер, Нью-Корроллтон